# 教育科学研究会
教育科学研究会（きょういくかがくけんきゅうかい）（教科研）は、日本の民間教育研究団体の一つ。1937年5月に結成されたが、翼賛政治体制のもと、1941年4月に解散した。戦後、1951年に雑誌『教育』を復刊し、機関誌とした。1952年3月27・28日の大会によって再建された。同年6月10日運動綱領決定。現在も多数の分科会を持ち、毎年夏に全国規模の教育研究集会を開催している。

## 機関誌
- 『敎育科學研究』（1939年9月創刊、1941年4月まで）[1]
- 『教育』（1951年11月復刊国土社、2012年4月よりかもがわ出版[2]、2020年4月より旬報社[3]、月刊）

## 実践家・研究者
- 阿部重孝
- 石川謙
- 山下徳治
- 桐原葆見
- 城戸幡太郎
- 留岡清男
- 菅井準一
- 松本金寿
- 依田新
- 山田清人
- 滑川道夫
- 田辺振太郎
- 宗像誠也
- 重松鷹泰
- 平野婦美子
- 勝田守一
- 菅忠道
- 宮原誠一
- 細谷俊夫
- 国分一太郎
- 斎藤喜博
- 三木安正
- 藤間生大
- 奥田靖雄
- 無着成恭
- 宇田川宏
- 柴田義松
- 藤田昌士